# Pieczonogi (gromada w powiecie proszowickim)
Pieczonogi – dawna gromada, czyli najmniejsza jednostka podziału terytorialnego Polskiej Rzeczypospolitej Ludowej w latach 1954–1972.
Gromady, z gromadzkimi radami narodowymi (GRN) jako organami władzy najniższego stopnia na wsi, funkcjonowały od reformy reorganizującej administrację wiejską przeprowadzonej jesienią 1954 do momentu ich zniesienia z dniem 1 stycznia 1973, tym samym wypierając organizację gminną w latach 1954–1972.
Gromadę Pieczonogi z siedzibą GRN w Pieczonogach utworzono – jako jedną z 8759 gromad na obszarze Polski – w powiecie miechowskim w woj. krakowskim, na mocy uchwały nr 24/IV/54 WRN w Krakowie z dnia 6 października 1954. W skład jednostki weszły obszary dotychczasowych gromad Pieczonogi, Czuszów, Nadzów, Sudołek i Gruszów (bez przysiółka Wola Gruszowska) ze zniesionej gminy Pałecznica w tymże powiecie. Dla gromady ustalono 22 członków gromadzkiej rady narodowej.
13 listopada 1954 (z mocą od 1 października 1954) gromada weszła w skład nowo utworzonego powiatu proszowickiego.
Gromadę zniesiono 31 grudnia 1961, a jej obszar włączono do gromad Klimontów (wieś Czuszów) i Pałecznica (wsie Nadzów, Pieczonogi, Gruszów i Sudołek).